# Darin Morgan
Darin Morgan (Nueva York, Estados Unidos, 1966) es un guionista estadounidense conocido por varios episodios poco convencionales y de humor oscuro de la serie de televisión The X-Files y Millennium. Su guion para el episodio de The X-Files "Clyde Bruckman's Final Repose" ganó un premio Emmy de 1996 a la mejor escritura de una serie dramática. En 2015, Morgan escribió y dirigió un episodio para la décima temporada de The X-Files, y regresó nuevamente en 2017 para escribir y dirigir otro episodio para la undécima temporada. Es el hermano menor del escritor y director Glen Morgan.

## Carrera
Morgan nació en Syracuse, Nueva York y estudió en el programa de cine en la Universidad Loyola Marymount, donde coescribió un cortometraje de seis minutos que llevó a un contrato de tres películas con TriStar Pictures. Posteriormente, Morgan escribió varios guiones no producidos y apareció en dos pequeños papeles como invitado en The Commish y 21 Jump Street, donde su hermano Glen era escritor.

### The X-Files
En 1994, Morgan fue elegido para interpretar a Flukeman, un gusano de la suerte mutado del tamaño de un ser humano, en "The Host", un episodio de la segunda temporada de The X-Files, donde su hermano, Glen, trabajaba como escritor y productor. El episodio se emitió originalmente el 23 de septiembre de 1994. El papel requería que Morgan usara un engorroso traje de goma durante veinte horas seguidas, una experiencia que describió como "terrible, simplemente horrible". Posteriormente, trabajó con su hermano en desarrollando la historia para el próximo episodio, "Blood" (emitido el 30 de septiembre de 1994), por el que recibió el crédito de la historia.
Por sugerencia del productor Howard Gordon poco después, Morgan se convirtió en un escritor de tiempo completo para The X-Files, donde escribió su primer episodio, "Humbug" (originalmente emitido el 31 de marzo de 1995). Una historia peculiar, divertida y a veces espantosa sobre una serie de asesinatos en una colonia de fanáticos del circo, "Humbug" se considera un episodio histórico en la historia de The X-Files por ampliar el tono oscuro y el estilo de la serie y llevarlo a direcciones más divertidas y menos predecibles. Fue nominado para un premio Edgar de 1996.
El siguiente episodio de Morgan, "Clyde Bruckman's Final Repose", se emitió originalmente el 13 de octubre de 1995. "Clyde Bruckman" sigue siendo uno de los favoritos de los fanáticos y críticos por igual, y fue aclamado por conservar el espíritu humorístico de "Humbug" al tiempo que extendía su historia a un tono más oscuro, un territorio más conmovedor. Tanto Morgan como el actor Peter Boyle, quien interpretó al psíquico deprimido titular Clyde Bruckman, ganaron premios Emmy por este episodio.
Morgan escribió dos episodios adicionales de Expediente X en la década de 1990: la absurda historia de invasión de cucarachas "La guerra de los coprófagos" (originalmente emitida el 5 de enero de 1996) y "Desde el espacio exterior de José Chung" (12 de abril de 1996). También contribuyó a una reescritura del episodio "Quagmire" (3 de mayo de 1996), aunque no fue acreditado por sus contribuciones en ese momento. Dejó el programa después de su tercera temporada, pero se unió al equipo de redacción de Millennium, escribiendo y dirigiendo dos episodios con tramas en capas y diálogos humorísticos: "Jose Chung's Doomsday Defense" (originalmente emitido el 21 de noviembre de 1997) y "Somehow, Satan Got Behind Me "(1 de mayo de 1998).
En una entrevista de marzo de 2015, Chris Carter reveló que Morgan escribiría un episodio para la décima temporada anunciada entonces del programa. El episodio, titulado "Mulder and Scully meet the Were-Monster" se emitió el 1 de febrero de 2016. Morgan trabajó en la undécima temporada del programa, contribuyendo con el guion del episodio "El arte perdido del sudor en la frente" (emitido el 24 de enero de 2018 ).
Además de su trabajo como escritor, Morgan apareció en el episodio "Small Potatoes" de The X-Files (20 de abril de 1997), interpretando a Eddie Van Blundht, un autodenominado "perdedor" con la capacidad de cambiar de forma. Además de ser contratado por Joel Silver para escribir la segunda película de Tales From The Crypt después de que Demon Knight llamó Dead Easy (también conocido como Fat Tuesday), un juego de zombis de Nueva Orleans. Sin embargo, su guion fue rechazado por los productores Gilbert Adler y A. L. Katz.

### Trabajo posterior
El 11 de agosto de 2004, se anunció que Morgan y el guionista Sam Hamm estaban escribiendo un guion sin título en desarrollo para DreamWorks SKG. Según The Hollywood Reporter, la historia "se refiere a un consejero matrimonial, cuya hija está a punto de casarse, que descubre que su futuro yerno está sufriendo la ilusión de que es un superhéroe".
Morgan trabajó en el segundo episodio de la adaptación de Kolchak: The Night Stalker del ex productor de X-Files Frank Spotnitz, como productor consultor, aunque el programa fue cancelado antes de que se produjera cualquiera de los guiones de Morgan. El único guion que Morgan escribió antes de que se cancelara el programa se llamaba "The M Word". Se trataba de un asesino en serie y un hombre-lagarto, que pueden o no ser uno y el mismo. Está disponible como PDF en el segundo disco del conjunto de DVD del programa. Más tarde, el guion fue reescrito para la décima temporada de Expediente X como "Mulder and Scullymeet the Were-Monster".
Morgan trabajó como productor consultor en el reinicio televisivo de corta duración de Bionic Woman (2008) y Fringe (2008). Posteriormente se unió a las producciones de Tower Prep (2010) e Intruders (2014) de su hermano Glen como productor supervisor, escribiendo varios episodios de cada programa.

## Filmografía

### Productor
| Año  | Programa          | Papel                     | Notas       |
| ---- | ----------------- | ------------------------- | ----------- |
| 2014 | Intruders         | Supervisión de producción | Temporada 1 |
| 2010 | Tower Prep        | Supervisión de producción | Temporada 1 |
| 2009 | Fringe            | Productor Consultor       | Temporada 1 |
| 2008 | Fringe            | Productor Consultor       | Temporada 1 |
| 2007 | Bionic Woman      | Productor Consultor       | Temporada 1 |
| 2006 | The Night Stalker | Productor Consultor       | Temporada 1 |
| 2005 | The Night Stalker | Productor Consultor       | Temporada 1 |
| 1998 | Millennium        | Productor Consultor       | Temporada 2 |
| 1997 | Millennium        | Productor Consultor       | Temporada 2 |
| 1996 | The X-Files       | Editor de historia        | Temporada 3 |
| 1995 | The X-Files       | Editor de historia        | Temporada 3 |

### Escritor
| Año  | Programa       | Temporada | Episodio                                  | Episodio # | Original emisión         |
| ---- | -------------- | --------- | ----------------------------------------- | ---------- | ------------------------ |
| 2018 | The X-Files    | 11        | "The Lost Art of Forehead Sweat"          | 4          | 24 de febrero de 2018    |
| 2016 | The X-Files    | 10        | "Mulder and Scully Meet the Were-Monster" | 3          | 1 de febrero de 2016     |
| 2014 | Those Who Kill | 1         | "Souvenirs"                               | 5          | 13 de abril de 2014      |
| 2014 | Intruders      | 1         | "The Crossing Place"                      | 7          | 4 de abril de 2014       |
| 2014 | Intruders      | 1         | "The Shepherds and the Fox"               | 5          | 20 de septiembre de 2014 |
| 2010 | Tower Prep     | 1         | "Dreams"                                  | 9          | 14 de septiembre de 2010 |
| 2010 | Tower Prep     | 1         | "Book Report"                             | 6          | 23 de noviembre de 2010  |
| 1998 | Millennium     | 2         | "Somehow, Satan Got Behind Me"            | 21         | 1 de mayo de 1998        |
| 1997 | Millennium     | 2         | "Jose Chung's Doomsday Defense"           | 9          | 21 de noviembre de 1997  |
| 1996 | The X-Files    | 3         | "Jose Chung's From Outer Space"           | 20         | 12 de abril de 1996      |
| 1996 | The X-Files    | 3         | "War of the Coprophages"                  | 12         | 5 de enero de 1996       |
| 1995 | The X-Files    | 3         | "Clyde Bruckman's Final Repose"           | 4          | 13 de octubre de 1995    |
| 1995 | The X-Files    | 2         | "Humbug"                                  | 20         | 31 de marzo de 1995      |